# Abercorn (Québec)
Pour les articles homonymes, voir Abercorn.
Abercorn est une municipalité de village du Québec situé dans la municipalité régionale de comté de Brome-Missisquoi et dans la région administrative de l'Estrie.

## Géographie
Abercorn est une petite municipalité située au sud de la région touristique de l'Estrie sur la frontière américaine avec l'État du Vermont. La principale localité est Abercorn, à 2 km des « lignes » (frontière) et à 5 km de la petite ville de Richford (Comté de Franklin (Vermont). Les autres lieux habités sont Pont Bates et Alva tout au nord. La route principale de l'endroit est la route 139 qui vient de Sutton (Québec) au nord et se termine à Richford.

## Toponymie
Les lieux furent tout d'abord connus sous le nom de Sheppard's Mills en l'honneur de Thomas Sheppard, l'un des premiers habitants dès 1879. Cependant, l'origine du nom Abercorn demeure incertaine. Ce nom est probablement relié au titre porté par James Hamilton (1811-1885), soit duc d'Abercorn. Ce titre est lui-même relié à un village écossais situé à l'est d'Édimbourg.

## Histoire
L'actuel territoire du village est le résultat d'une cession partielle du territoire de Sutton au milieu du XIXe siècle. C'est seulement au XXe siècle que le village devint officiellement une municipalité.
L’histoire nous révèle que la première cabane en bois rond y fut construite en avril 1792 par Thomas Spencer, à l’est du chemin des Ormes.
Initialement, le village portait le nom de Sheppard's Mills, en l’honneur d’un des premiers colons, Thomas Sheppard du New Hampshire, qui y érigea, aux environs de 1805, un moulin à grains et un moulin à scie.
Le nom d'Abercorn fut choisi lorsqu'un bureau de poste fut ouvert en 1848. Ce nom fut conservé lorsque la municipalité du village d'Abercorn fut créée le 25 juin 1929.

## Démographie

### Population
| 1991 | 1996 | 2001 | 2006 | 2011 | 2016 | 2021 |
| ---- | ---- | ---- | ---- | ---- | ---- | ---- |
| 321  | 344  | 330  | 366  | 391  | 334  | 341  |

### Langue
| Langue              | Population | Pct (%) |
| ------------------- | ---------- | ------- |
| Français seulement  | 225        | 62,50 % |
| Anglais seulement   | 115        | 31,94 % |
| Français et Anglais | 0          | 0,00 %  |
| Autres langues      | 20         | 5,56 %  |

## Administration
Les élections municipales se font en bloc et suivant un découpage de six districts.
| Abercorn Maires depuis 2002                                                                                          |                                 |                           |          |
| Élection | Maire                           | Qualité                   | Résultat |
| 2002 | Gilles Lavoie                   |                           | Voir     |
| 2005 | Jean-Charles Bissonnette        |                           | Voir     |
| 2009 | Jean-Charles Bissonnette        | Voir                      |          |
| 2013 | Robert Nadeau                   |                           | Voir     |
| 2016 | Jean-Charles Bissonnette (2)    |                           | Voir     |
| 2017 | Guy Gravel                      |                           | Voir     |
| 2021 | Guy Gravel                      | Voir                      |          |
| sept. 2022 | Commission municipale du Québec | Administration temporaire | Voir     |
| déc. 2022 | Guy Favreau                     |                           | Voir     |
| Élection partielle en italique Depuis 2005, les élections sont simultanées dans toutes les municipalités québécoises |                                 |                           |          |

## Patrimoine
La rue des Églises comporte une église anglicane et une église catholique.
Demeure de M. André Desroches au coin de la 139 et de la rue des Églises. Elle se distingue par ses nombreuses reproductions de statues classiques. 

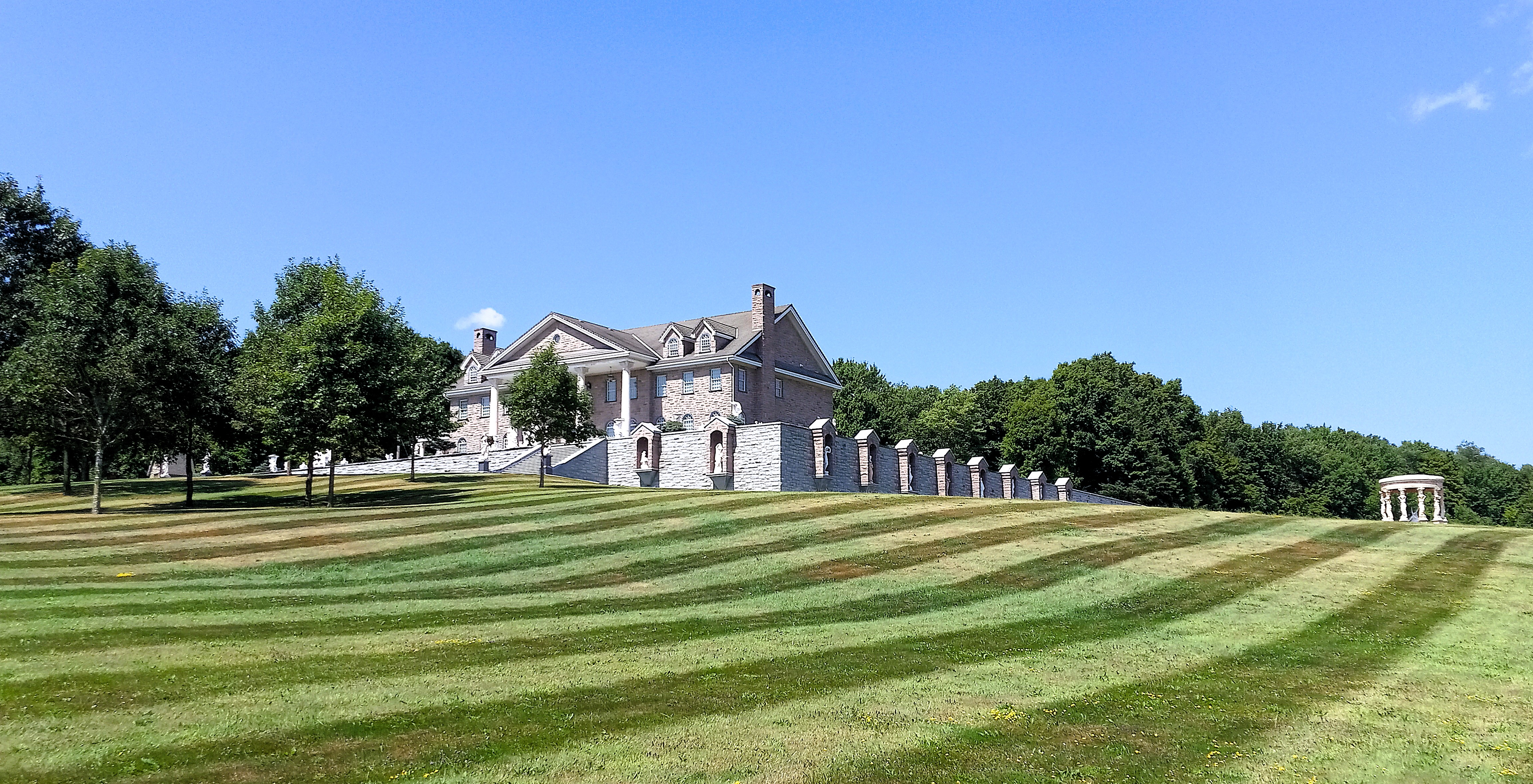
Vue de la demeure Desroches avec sa pelouse à Abercorn (Québec)
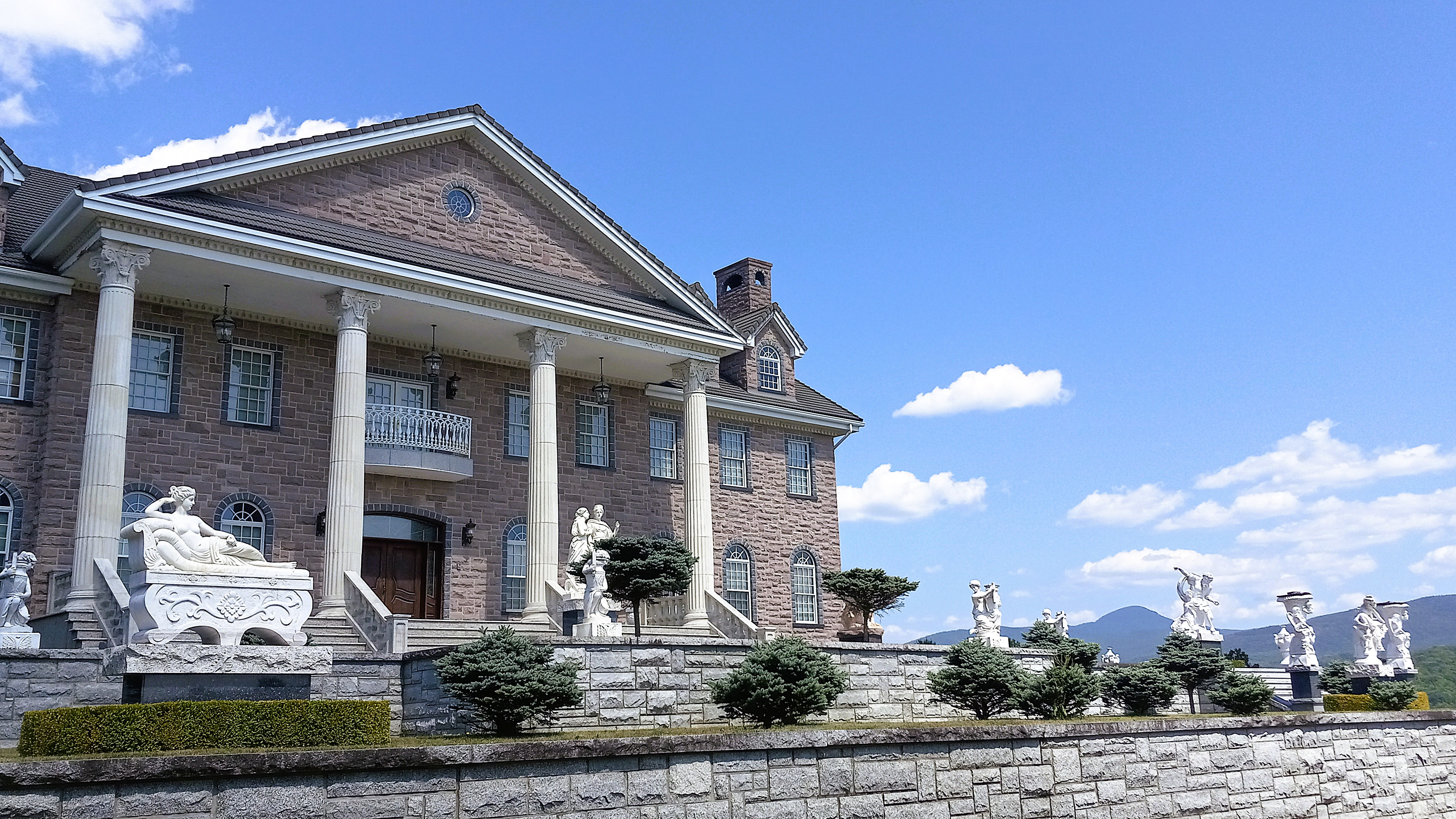
Demeure Desroches, 1ère statue à gauche est une copie de Pauline Bonaparte en Vénus Victorieuse, original de Canova
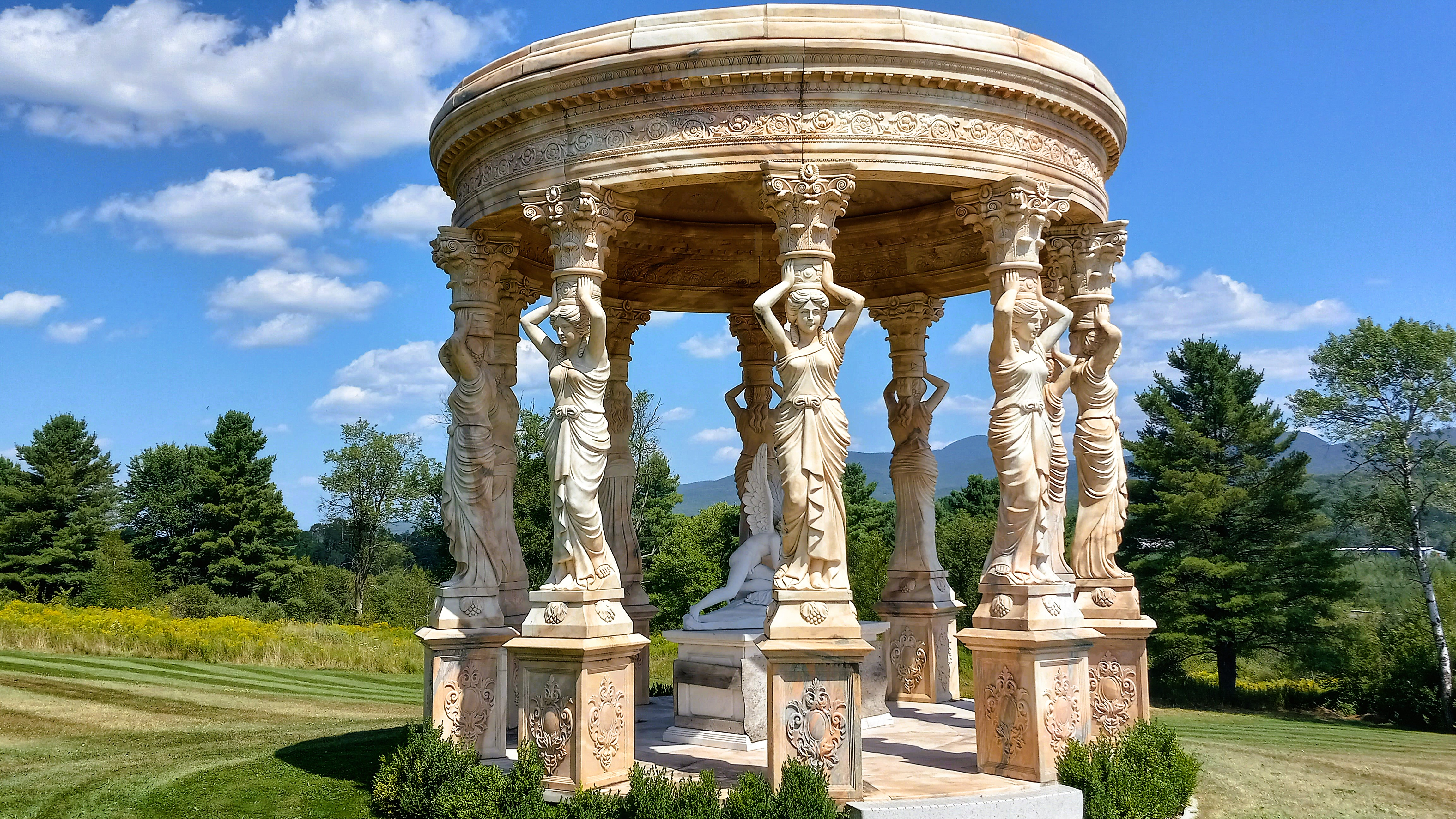
Rotonde de l'Amour à Cariatides dans le parc de la demeure Desroches
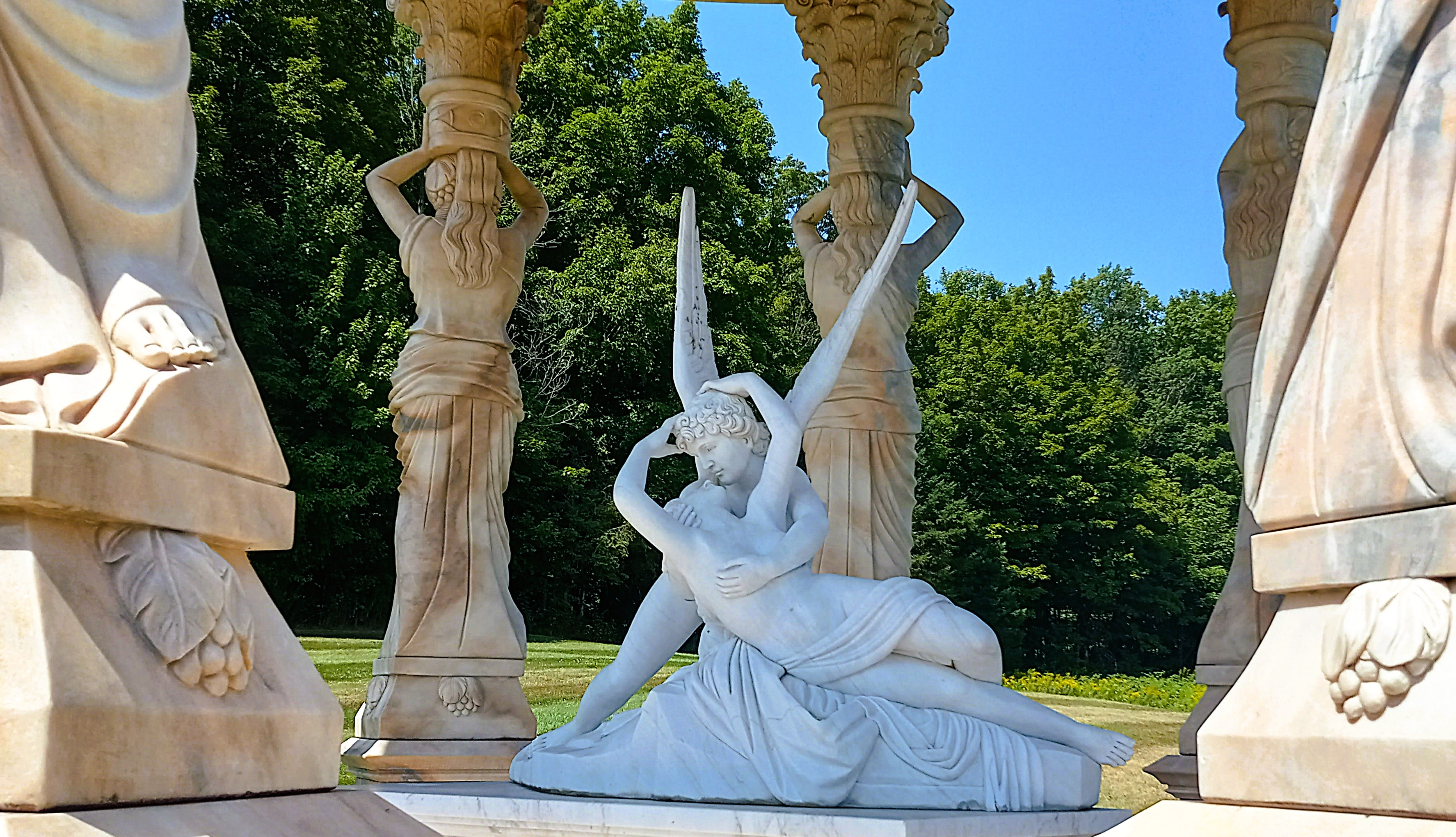
Copie de Psyché ranimée par le baiser de l'Amour, original de Canova